# Nasir ad-Din (Ehrentitel)
Nasir ad-Din (arabisch ناصر الدین, DMG Nāṣiru d-dīn; Schreibvarianten: Naasiru Deen, Naasiru-Deen und Naasirudeen) ist ein islamischer Ehrentitel. Er wird an Persönlichkeiten verliehen, die sich besonders in der Sache des Islam verdient gemacht haben.

## Bekannte Träger des Titels
- Yahya Jammeh (* 1965), Staatspräsident Gambias; vergeben 2011 vom Gambia Supreme Islamic Council